# 1810 en littérature
| Années de la littérature : 1807 - 1808 - 1809 - 1810 - 1811 - 1812 - 1813    |
| Décennies de la littérature : 1780 - 1790 - 1800 - 1810 - 1820 - 1830 - 1840 |

Cet article présente les faits marquants de l'année 1810 en littérature.

## Événements
- 3 octobre : lettre du duc de Rovigo, ministre de la Police, adressée à Mme de Staël pour lui notifier son bannissement de France au motif que De l'Allemagne, son « dernier ouvrage n’est point français »[1].

## Parutions
- Germaine de Staël, De l’Allemagne, Paris, Henri Nicolle, 1810 (présentation en ligne), essais interdit sur ordre de Napoléon en raison des convictions libérales de l’auteur. Le 24 septembre le duc de Rovigo, son ministre de la Police, fait saisir l’intégralité du tirage. Seuls quatre exemplaires échappent à la destruction. L'ouvrage reparait à Londres en juin 1813[1].
- Charles Nodier, Archéologue : ou Système universel et raisonné des langues, Prolégomènes, Paris, P. Didot l'aîné, 1810.
- Friedrich Ludwig Jahn, Deutsches Volksthum, vol. 1810, Lübeck, Niemann und Comp, 1810 (présentation en ligne) (« Nation allemande »). Jahn invente le terme Volkstum pour désigner ce qui fait la spécificité de la nation.

- Hugo Kołłątaj, Porządek fizyczno-moralny : czyli Nauka o należytościach i powinnościach człowieka wydobytych z praw wiecznych, nieodmiennych i koniecznych przyrodzenia, Krakowie, Drukarni Jana Maja, 1810 (présentation en ligne) (« L’ordre physique et moral »).

### Fiction
- 8 mai : Walter Scott, The Lady of the Lake, Edinburgh and London, John Ballantyne and Co., Longman, Hurst, Rees,  Orme, Brown, and W. Miller, 1810 (présentation en ligne) (« La Dame du lac »), poème.

- Heinrich von Kleist, Erzählungen, Berlin, Realschulbuchhandlung, 1810 (présentation en ligne) (« Nouvelles »). Il contient la nouvelle Michael Kohlhaas publiée en feuilleton dans Phöbus en 1808[2].
- Percy Bysshe Shelley, Zastrozzi (en) : A Romance, London, George Wilkie and John Robinson, 1810 (présentation en ligne), roman gothique, anonyme.
- Percy Bysshe Shelley, Original Poetry by Victor and Cazire, Horsham, Charles and William Phillips, sold by J. J. Stockdale, 1810 (présentation en ligne) (« Poésie Originale par Victor et Cazire »).

- Jane Porter, The Scottish Chiefs : A Romance, London, Longman, Hurst, Rees, and Orme, 1810 (présentation en ligne) (« Les chefs écossais »), roman historique.

## Naissances
- 4 août : Maurice de Guérin, poète et écrivain français († 19 juillet 1839).
- 15 août : Louise Colet, poétesse française († 9 mars 1876).
- 11 décembre : Alfred de Musset, écrivain français († 2 mai 1857).

## Décès
- Tomás Antônio Gonzaga, poète brésilien d'origine portugaise (° 11 août 1744).